# Palpita curvilinea
Palpita curvilinea is een vlinder uit de familie van de grasmotten (Crambidae), uit de onderfamilie van de Spilomelinae. De wetenschappelijke naam van deze soort is voor het eerst voorgesteld als Margaronia curvilinea door Antonie Johannes Theodorus Janse in een publicatie uit 1924.
De soort komt voor in Indonesië (Seram).